# Stone, Dartford
Stone (även: Stone-next-Dartford) är en ort och civil parish i grevskapet Kent i sydöstra England. Orten ligger i distriktet Dartford, cirka 3 kilometer öster om Dartford och cirka 28 kilometer sydost om centrala London. Tätorten (built-up area) hade 6 435 invånare vid folkräkningen år 2021.